# عمو حاجی
عمو حاجی (۲۹ مرداد ۱۳۰۷ – ۱ آبان ۱۴۰۱) مردی بی‌خانمان بود که خودخواسته در حاشیهٔ روستای گوری از توابع دهستان دژگاه شهرستان فراشبند زندگی می‌کرد. او بیش از ۶۰ سال بود که حمام نکرده بود.

## نحوه زندگی
به روایت روستاییان، حاجی در نوجوانی «شکست‌های عاطفی» را تجربه کرده بود که منجر به گوشه‌گیری و امتناع او از شستشو شده بود.
او اعتقاد داشت حمام رفتن و تمیزی، بدنش را از سلامتی دور می‌کند و از خوردن هر نوع خوراکی تازه پرهیز می‌کرد، لذیذترین خوراکی‌ها از نظر حاجی حیوانات مرده و گندیده به ویژه خارپشت بود. غذای مورد نیاز او را مردم اطراف محل زندگی وی تأمین می‌کردند. غذای خود را زیر خاکستر نیم پز می‌کرد. او در گودالی که شبیه قبر بود و سرپناهی که مردم با بلوک برای او ساخته بودند استراحت می‌کرد. چهره‌اش رنگ خاکستری به خود گرفته و قشری ضخیم از چرک بر اندامش سنگینی می‌کرد، او هرگز ازدواج نکرده بود. او یک پیپ داشت که از یک زانویی سه اینچی لوله‌کشی آب درست شده بود و با فضولات حیوانات پک می‌زد.
در سال ۱۳۹۲ آزمایش‌های مختلفی توسط دانشیار انگل‌شناسی دانشکده بهداشت دانشگاه علوم پزشکی تهران به منظور شناسایی آلودگی‌های انگلی روی او انجام شد و با وجود مواجهه با مواد غذایی آلوده و محیط زندگی کاملاً غیر بهداشتی به هیچ‌یک از عفونت‌های انگلی آلوده نشده بود. همچنین نتایج به دست آمده از هپاتیت B و C و ایدز او را نیز منفی گزارش شده بود.

## درگذشت
به گزارش ایرنا روستائیان توانسته بودند پس از بارها تلاش ناموفق، او را برای شستشو به حمام ببرند؛ اما او دچار بیماری شد و ۱ آبان ۱۴۰۱ درگذشت. خبرگزاری‌های بین‌المللی مرگ او را با عنوان «کثیف‌ترین مرد دنیا» بازتاب دادند.

## مستند
زندگی عجیب آقای عمو به کارگردانی جمشید خاوری، فیلم مستندی دربارهٔ او است که در هفتمین دوره جشنواره سینما حقیقت به نمایش درآمد.